# Henckelia tibetica
Henckelia tibetica là một loài thực vật có hoa trong họ Tai voi (Gesneriaceae). Loài này có ở Vân Nam, Tứ Xuyên (Trung Quốc); được Adrien René Franchet mô tả khoa học đầu tiên năm 1899 dưới danh pháp Roettlera tibetica. Năm 1960, Brian Laurence Burtt chuyển nó sang chi Chirita với danh pháp Chirita tibetica. Năm 2011,  D.J.Middleton & Mich.Möller chuyển nó sang chi Henckelia.